# Mata Hari (film, 1927)
Pour les articles homonymes, voir Mata Hari (homonymie).
Mata Hari, die rote Tänzerin (souvent abrégé en Mata Hari lors de sa sortie)  est un film d'espionnage allemand muet réalisé par Friedrich Fehér, sorti en 1927. Ce fut le premier long métrage racontant la vie de Mata Hari.
La film montre la vie et la mort de l'espionne allemande Mata Hari pendant la Première Guerre mondiale.

## Synopsis
Juste avant et pendant la Première Guerre mondiale, la danseuse néerlandaise Margaretha Cell entretient une relation avec le grand-duc russe Boris. Lorsqu'elle fait la connaissance du beau fermier russe Grigori, elle tombe éperdument amoureuse de lui et laisse tomber le vieil aristocrate. Mais il fait arrêter Grigori afin de mettre Mata Hari sous pression pour espionner pour les Russes.
Au nom d'un attaché d'ambassade, elle doit d'abord se procurer les plans d'une forteresse adverse. C'est ainsi que la danseuse entre en contact avec l'archiduc autrichien Oskar. Lorsque Mata Hari a voler des documents falsifiés et les a remis à son client, les Russes l'ont arrêtée en tant qu'espionne. Souhaitant rendre la liberté à Grigori, Mata Hari avoue l'activité d'espionnage qui n'a pas été commise et est alors condamnée à mort par un tribunal militaire.

## Fiche technique
- Titre : Mata Hari, die rote Tänzerin
- Titre américain : Mata Hari: the Red Dancer
- Réalisation : Friedrich Fehér
- Scénario : Leo Birinski
- Direction de la photographie : Leopold Kutzleb
- Décors : Alfred Junge
- Costumes : C.A. Drecoll
- Société de production : National-Film AG
- Producteur : Hans Fritz Köllner
- Musique : Willy Schmidt-Gentner
- Pays d'origine : Allemagne  République de Weimar
- Format : Noir et blanc - 1,33:1 - Muet
- Durée : 80 minutes (8 bobines)
- Dates de sortie : 
  - Allemagne  République de Weimar : 2 mai 1927
  -  États-Unis : 16 juillet 1927
  -  Finlande : 4 décembre 1927
  -  Empire du Japon : 1er août 1929

## Cast
- Magda Sonja
- Wolfgang Zilzer
- Fritz Kortner
- Mathias Wieman
- Emil Lind
- Alexander Murski
- Hermann Wlach
- Lewis Brody
- Eduard Rothauser
- Max Maximilian
- Leo Connard
- Elisabeth Bach
- Eberhard Leithoff
- Georg Paeschke
- Zlatan Kasherov
- Carl Zickner
- Nico Turoff
- Dorothea Albu
- Georg Gartz